# Lazurowanie
Lazurowanie – sposób zdobienia powierzchni różnych materiałów polegający na nanoszeniu półprzezroczystych powłok malarskich na odpowiednio przygotowane podłoże.
Półprzezroczystość powłoki uzyskuje się, stosując specjalne pigmenty, zwane lazurami. Przykładowo efekt lazurowania ścian osiąga się, nanosząc na zagruntowaną uprzednio jasną farbą lateksową powierzchnię ciemny, wolno schnący lazur, a potem przy pomocy specjalnego wałka, szmaty lub gąbki wykonuje się paski lub inne desenie. Podobne efekty uzyskuje się na powierzchni drewna.
Lazurowanie szkła natomiast polega na pokrywaniu jego powierzchni pastami zawierającymi sole metali, a następnie wypalaniu tej powłoki w wysokiej temperaturze. Podczas wypalania pierwiastki zawarte w pastach łączą się trwale ze szkłem, dając specyficzne efekty.
Lazury, inaczej lakierobejce – środki dekoracyjno-ochronne do drewna, przeznaczone do zastosowania zewnętrznego i wewnętrznego. Lazury przeznaczone do zastosowania zewnętrznego zapewniają ochronę przez działaniem czynników atmosferycznych, promieniowania UV, a także grzybów, pleśni i wilgoci. Stosując lakierobejce zachowujemy krój słojów drewna, otrzymujemy delikatny połysk (co znacznie poprawia wygląd). Występują w różnych wersjach kolorystycznych.